# دهستان اصلاندوز شرقی
دهستان اصلاندوز شرقی، یکی از دهستان‌های بخش مرکزی شهرستان اصلاندوز در استان اردبیل ایران است. مرکز این دهستان، روستای آق‌قباق سفلی است.

## جمعیت
بر پایه سرشماری عمومی نفوس و مسکن در سال ۱۳۹۵، جمعیت دهستان اصلاندوز شرقی برابر با ۶٬۳۸۷ نفر بوده‌است.